# 新雅史
新 雅史（あらた まさふみ、1973年 - ）は、日本の社会学者。専門は産業社会学・スポーツ社会学。流通科学大学准教授

## 来歴・人物
1973年北九州市生まれ。明治大学法学部卒業。東京大学大学院人文社会系研究科博士課程（社会学）単位取得退学。明治大学在学中から上野千鶴子に師事。実家は酒屋だったが、後に転居してコンビニへ転業。そうした実体験が研究動機の一部だと述懐している。プロ野球観戦好きで阪神ファン。

## 著書
- 『商店街はなぜ滅びるのか - 社会・政治・経済史から探る再生の道』（光文社新書、2012年）
- 『「東洋の魔女」論 』（イースト新書、2013年）

## 論文
- 「企業スポーツとは何(だったの)か?-YMCA・繊維工場・オリンピック」（現代スポーツ評論、9号、2003年）
- 「企業スポーツの歴史社会学-「東洋の魔女」を中心に」（ソシオロゴス、28号、2004年）
- 「労働をとりまく新しい合理性」（書評ソシオロゴス、NO.1、2005年）
- 「コンビニエンス･ストアにおける情報技術の力学」（日本社会情報学会全国大会研究発表論文集、2006年）
- 「フィットネス化する社会-集合的なスポーツ実践からの退却 」（論座、4月号、2006年）
- 「コンビニ店員 消費と労働による「自己実現」の果てに」（論座、10月号、2006年）
- 「サッカーくじと共倒れする日本のスポーツ環境 」（中澤篤史と共著）（中央公論、11月号、2006年）
- 「被差別部落の酒屋がコンビニに変わるまで-グローバリゼーションと地域小売業の変容」（遠藤薫編『グローバリゼーションと文化変容』、世界思想社、2007年）
- 「ルポ 配管工 「匠」がすたれ、「スピード」がかなめ 」（阿部真大と共著）（中央公論、10月号、2007年）
- 「コンビニをめぐる<個性化>と<均質化>の論理」局]（遠藤薫編『ネットメディアと<コミュニティ>形成』、東京電機大学出版、2008年）
- 「若手非正規従業員の就業意欲はいかなる職場環境に規定されているか-外食・小売・流通業のキャリアラダー制度に着目して」（Works review、3号、2008年）
- 「大学の専門学校化と衰退する「知」-職にありつけず苦悩する大学院生、「学問」を教えられず悩む講師、外部評価に忙殺される教授……。」（論座、6月号、2008年）
- 「両大戦期間における商店街理念の生成」（ソシオロゴス、35号、2011年）
- 「消費社会論からの退却とは何だったか」（千田有紀編『上野千鶴子に挑む』、勁草書房、2011年）
- 「災害ボランティア活動の「成熟」とは何か」（遠藤薫編『大震災後の社会学』、講談社現代新書、2011年）
- 「今、商業の意味を捉え直す」（商業界、10月号、2012年）
- 「ボランティアの制度化は〈支援〉の有り様に何をもたらしたか」（福祉社会学研究、10号、2013年）
- 「仮設商店街から見える「生活」と「商業」の乖離」（世界、1月号、2013年）
- 「商店街は大きな可能性を秘めている」（第三文明、2月号、2013年）
- 「「郊外の危機」とコンビニの可能性」（三浦展・藤村龍至編『現在知 vol.1』NHK出版、2013年）
- 「「商店街」から眺めるニッポンの継承」（春秋、6月号、2013年）
- 「個人化が進む今だからこそ、中間集団の持つ可能性に期待」（第三文明、10月号、2013年）
- 「中間集団の衰退と「健康づくり」の個人化 」（老年社会科学、Vol.35-4、2014年）
- 「商店街は滅びない」（地域研究、13号、2014年）
- 「商店街の未来 : 『商店街はなぜ滅びるのか』の著者が説く再生の処方箋(第1回)活力ある未来はハードとソフトの融合から生まれる」（商業界、6月号、2014年）
- 「商店街の未来 : 『商店街はなぜ滅びるのか』の著者が説く再生の処方箋(第2回)店舗同士の新たなつながりで商店街を「地域のポータル」に」（商業界、7月号、2014年）
- 「商店街の未来 : 『商店街はなぜ滅びるのか』の著者が説く再生の処方箋(第3回)商業者自らが意識を変え地域と連携した商店街づくりを」（商業界、8月号、2014年）
- 「商店街の未来 : 『商店街はなぜ滅びるのか』の著者が説く再生の処方箋(最終回)生活者の「生きる力」を高める媒介(メディア)の場としての新たな商店街へ」（商業界、9月号、2014年）
- 「地方創生のためには、地域の現場の声が重要」（第三文明、1月号、2015年）
- 「町の救世主になり得るか? 転機を迎える日本のコンビニ」（中央公論、11月号、2015年）
- 「生活保障の場としての商業の可能性」（女性労働研究、第60号、2016年）
- 「死蔵化したストックをいかに活用するか」（『学術の動向』、日本学術協力財団、2016年）
- 「レクリエイトされる身体」（寒川恒夫編著『近代日本を創った身体』、大修館書店、2017年）
- 「生活を支援することの困難さ－大槌町での五年間」（吉原直樹・似田貝香門・松本行真編『東日本大震災と〈復興〉の生活記録』、六花出版、2017年）
- 「都市と地域社会」（盛山和夫・金明秀・佐藤哲彦・難波功士編著『社会学入門』、ミネルヴァ書房、2017年）
- 「開発のあとに拡がる消費空間の二極化」（飯田泰之編『これからの地域再生(犀の教室)』、晶文社、2017年）
- 「商店街における利用の重層――那覇・マチグヮーの事例を中心にして――」（年報社会学論集、30 号、2017年）
- 「「労働依存」からの解放 」（世界、11月号、2017年）
- 「メガイベントと「新しい」文化の政治学」（社会学年誌、61号、2020年）
- 「日本の団地から社会課題が見える」（第三文明、５月号、2020年）

## 対談等
- 「商店街から考える「自由と安定のジレンマ」」（高原基彰との対談）（Kotoba、8号、2012年）
- 「ボランティアの現場、ボランティアの経験」（山本隆へのインタビュー）（五十嵐太郎編『3.11/After』、2012年）
- 「「商店街」から考える日本の再生。」（田原総一朗との対談）（潮、1月号、2013年）
- 「商店街と雇用、そして震災後を語る」（三浦展との対談）（商業界、1月号、2013年）
- 「「商店街」こそが新しい希望である」（藻谷浩介との対談）（新潮45、9月号、2013年）
- 「町おこしのカギは他者を受け入れる「寛容性」。」（玉沖仁美との対談）（潮、7月号、2014年）
- 「思考を深める／想像を広げる２」（藤浩志・佐藤慎也との鼎談）（『「思考を深める／想像を広げる」講義録 2014』、2014年）